# Marma (commune d'Älvkarleby)
Marma est une localité de Suède dans la commune d'Älvkarleby située dans le comté d'Uppsala.
Sa population était de 327 habitants en 2019.